# Omalodes bisulcatus
Omalodes bisulcatus är en skalbaggsart som beskrevs av Desbordes 1919. Omalodes bisulcatus ingår i släktet Omalodes och familjen stumpbaggar. Inga underarter finns listade i Catalogue of Life.